# Sovere

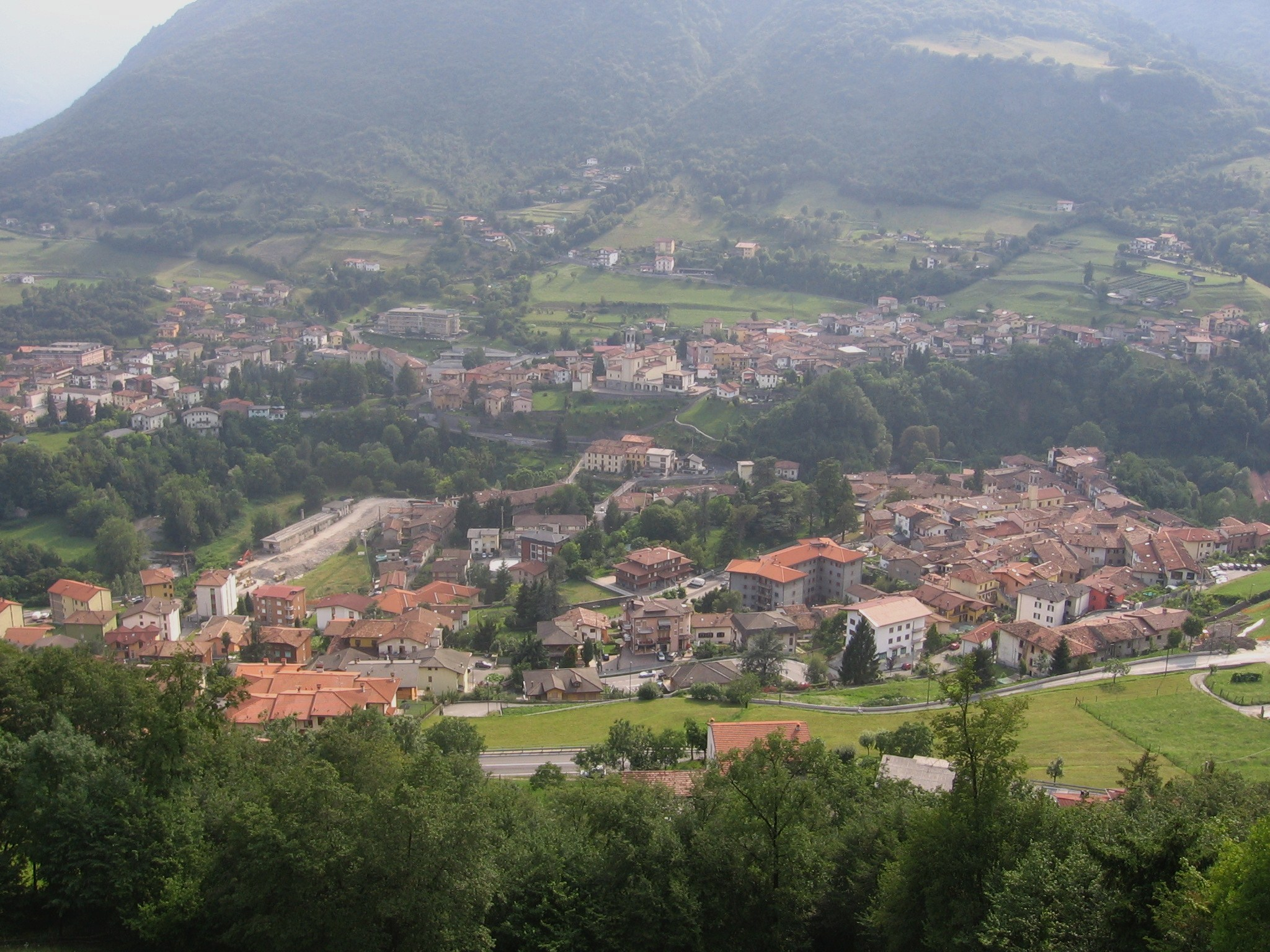
Panorama

Sovere ist eine italienische Stadt mit 5309 Einwohnern (Stand 31. Dezember 2023) in der Provinz Bergamo in der Lombardei.

## Lage und Daten
Sovere liegt etwa 43 km östlich von Bergamo im Tal Val Borlezza beidseitig des Flusses Borlezza. Die Nachbargemeinden sind Bossico, Cerete, Endine Gaiano, Gandino, Lovere, Pianico und Solto Collina. Die Ortsteile sind Piazza, Possimo, San Gregorio und Sellere.

## Geschichte
Die Ursprünge der Stadt gehen bis in die Römerzeit zurück. In der Gegend wurden alle Münzen aus dieser Zeit gefunden. Die erste urkundliche Erwähnung des War stammt aus dem Jahre 837.

## Sehenswürdigkeiten

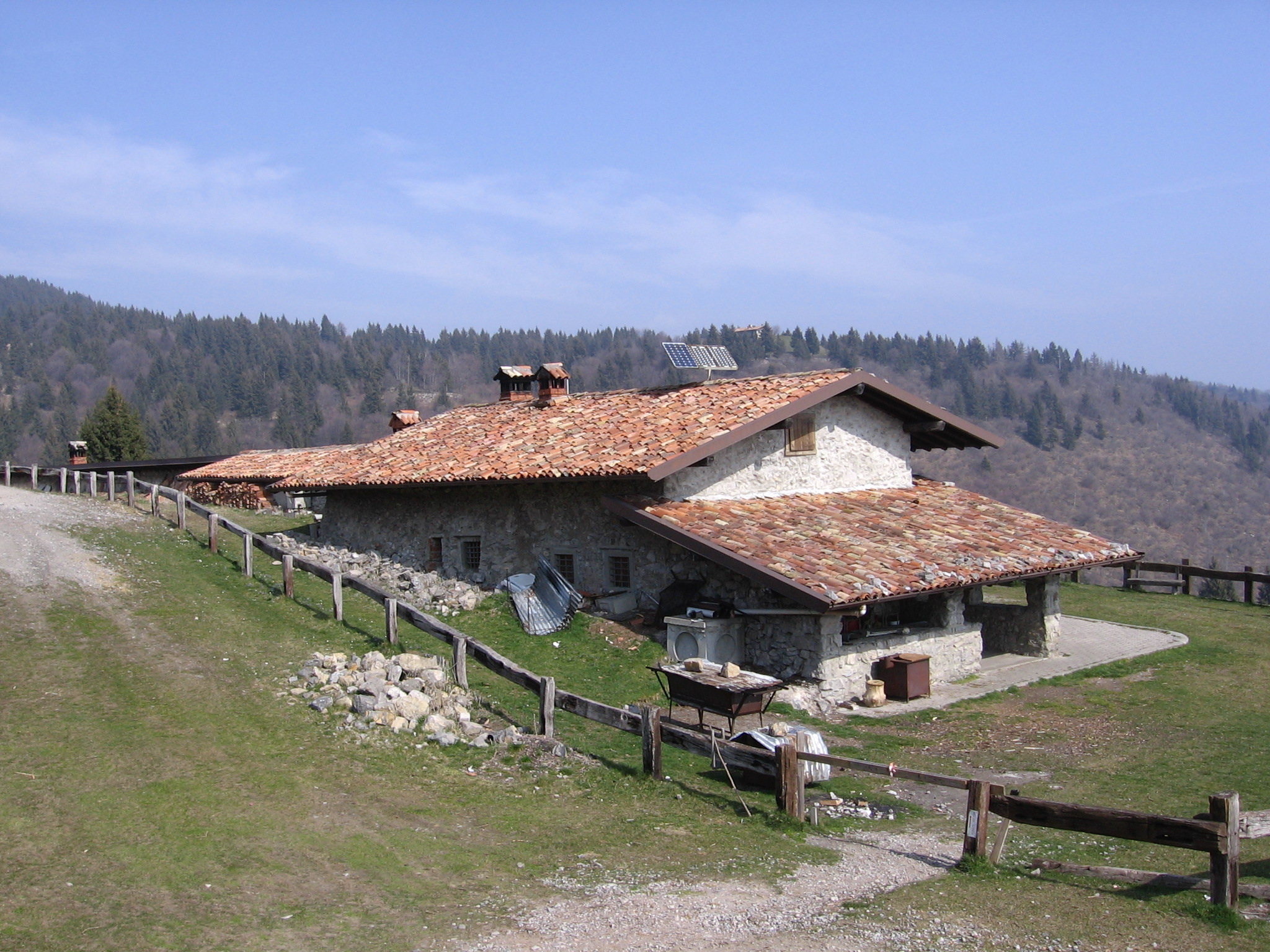
Museum Malga Lunga

Es gibt mehrere schöne Paläste in der Stadt, insbesondere der Palast Venturi aus dem 17. Jahrhundert und der Zitti Palast aus dem 16. Jahrhundert. Im Inneren des Palazzo Baroni sind Fresken und Stuck zu besichtigen. Der Palazzo Longhini hat einen schönen Innenhof.
In der Nähe von Sovere liegt das Museum Malga Lunga. Das Museum ist durch eine Schlacht im Zweiten Weltkrieg bekannt geworden. Heute ist es ein Museum des Widerstandes.